# Gorbah Dān
Gorbah Dān (persiska: گربهِدان, گُربِهدان, گربه دان, Gorbahedān) är en ort i Iran.   Den ligger i provinsen Hormozgan, i den sydöstra delen av landet, 1 100 km söder om huvudstaden Teheran. Gorbah Dān ligger 20 meter över havet och antalet invånare är 810.
Terrängen runt Gorbah Dān är platt. Runt Gorbah Dān är det ganska tätbefolkat, med 60 invånare per kvadratkilometer. Närmaste större samhälle är Sooza, 12,0 km sydost om Gorbah Dān. Trakten runt Gorbah Dān är ofruktbar med lite eller ingen växtlighet.